# Zygmunt I Stary
Lão Vương Zygmunt I (tiếng Ba Lan: Zygmunt I Stary, tiếng Litva: Žygimantas I Senasis; 1 tháng 1 năm 1467 - 1 tháng 4 năm 1548) là một quân vương của triều đại Jagiellon, trị vì như là Vua Ba Lan và cũng là Đại vương công Lietuva từ 1506 đến 1548. Trước đó, Zygmunt đã được phong làm Công tước xứ Silesia. Là người bảo trợ tuyệt vời của nghệ thuật thời Phục hưng, Zygmunt đã thiết lập quyền bá chủ của Ba Lan đối với Công quốc Prussia (Đông Phổ), sáp nhập công quốc Mazovia vào liên bang Ba Lan, đảm bảo sự giàu có, văn hóa và quyền lực cho quốc gia.

## Tuổi trẻ
Là con trai thứ năm của Casimir IV Jagiellon, Zygmunt được cha giao cai trị các lãnh địa để học tập cách quản lý quốc gia. Năm 1495, Zygmunt tính đến việc lên ngôi Đại vương công Lietuva, nhưng bị vua Alexander từ chối. Mẹ của ông, vương hậu Elisabeth của Áo cũng đã thất bại trong việc vận động cho con trai Zygmunt lên ngôi Công tước Áo. Do thất bại của chiến dịch Bukovina, Jan I Olbracht từ chối việc kế ngôi của Zygmunt trên ngai vàng của Moldavia. Về sau, Zygmunt được vua Vladislav II của Bohemia bảo trơ nên đã lên nắm quyền ở công quốc Głogów (1499) và Opava (1501). Năm 1504, Zygmunt trở thành Thống đốc của vùng Silesia và Hạ Lusatia

## Đăng quang
Sau cái chết của vua Alexander Jagiellon, Zygmunt tới Vilnius (nơi phản đối các điều khoản của Liên minh Mielnik năm 1501), thiết lập nhanh chóng Hội đồng bầu cử quốc vương Ba Lan-Lietuva. Ngày 13/9/1506, Zygmunt được bầu vào Hội đồng quý tộc Lietuva và lên ngôi vua Lietuva vào ngày 20 tháng 10 năm 1506. Vào ngày 8 tháng 12 năm 1506, tại Seym của Piotrków, Zygmunt được Thượng viện (cơ quan cao nhất của Nghị viện)  chọn làm vua của Ba Lan. Zygmunt nhanh chóng di chuyển từ Krakow và làm lễ đăng quang vào ngày 24 tháng 1 năm 1507 tại nhà thờ Wawel do Tổng giám mục Andrzej Boryszewski tuyên bố.

## Cai trị

### Cải cách thuế khóa
Kế thừa thành công vua anh là Alexander Jagiellon làm vua của Ba Lan-Lietuva, Zygmunt đã tăng cường các hoạt đông để củng cố chính quyền quốc gia. Trước khi Zygmunt lên nắm quyền, cơ quan Hạ viện trong Nghị viện có quyền lực rất rộng rãi, được xác nhận trong nihil novi từ năm 1505. Quốc vương Zygmunt I không can thiệp vào nội bộ Hạ viện, nhưng ông vẫn có quyền bổ nhiệm các thượng nghị sĩ, các bộ trưởng phụ trách các lĩnh vực của triều đình, văn phòng Podskarbiński và các ủy viên hội đồng Kraków. Mặc dù phải tuyên bố thừa nhận những đặc quyền khá lớn của quý tộc và những văn bản pháp lý về quyền lực của quý tộc, Zygmunt I triệu tập các cuộc họp của Nghị viện, chủ yếu bàn về thuế khóa, ngân sách quốc phòng. Tuy nhiên, nỗ lực lập một ngân khố chung cho Nhà nước của nhà vua không thành công. Thất bại của ông làm nổ ra cuộc khởi nghĩa của nhân dân. Quân khởi nghĩa vây lâu đài Wawel, buộc nhà vua phải ra sắc lệnh lùi thời gian cải cách thuế - vốn không được Nghị viện thông qua.
Về sau, những nỗ lực cải cách thuế của ông được đền đáp. Zygmunt ra sắc lệnh giảm một phần thuế khóa cho dân và tách thuế công ra khỏi ngân khố hoàng gia. Ông tăng cường hoạt động khai thác mỏ Krakow, điều chỉnh các thu nhập từ khai thác mỏ, ban hành quy chế cho người Armenia (1519) và ban hành các đạo luật để thống nhất luật pháp trong cả nước (đạo luật được hoàn thiện năm 1532, nhưng bất ngờ bị Nghị viện hủy bỏ năm 1540)

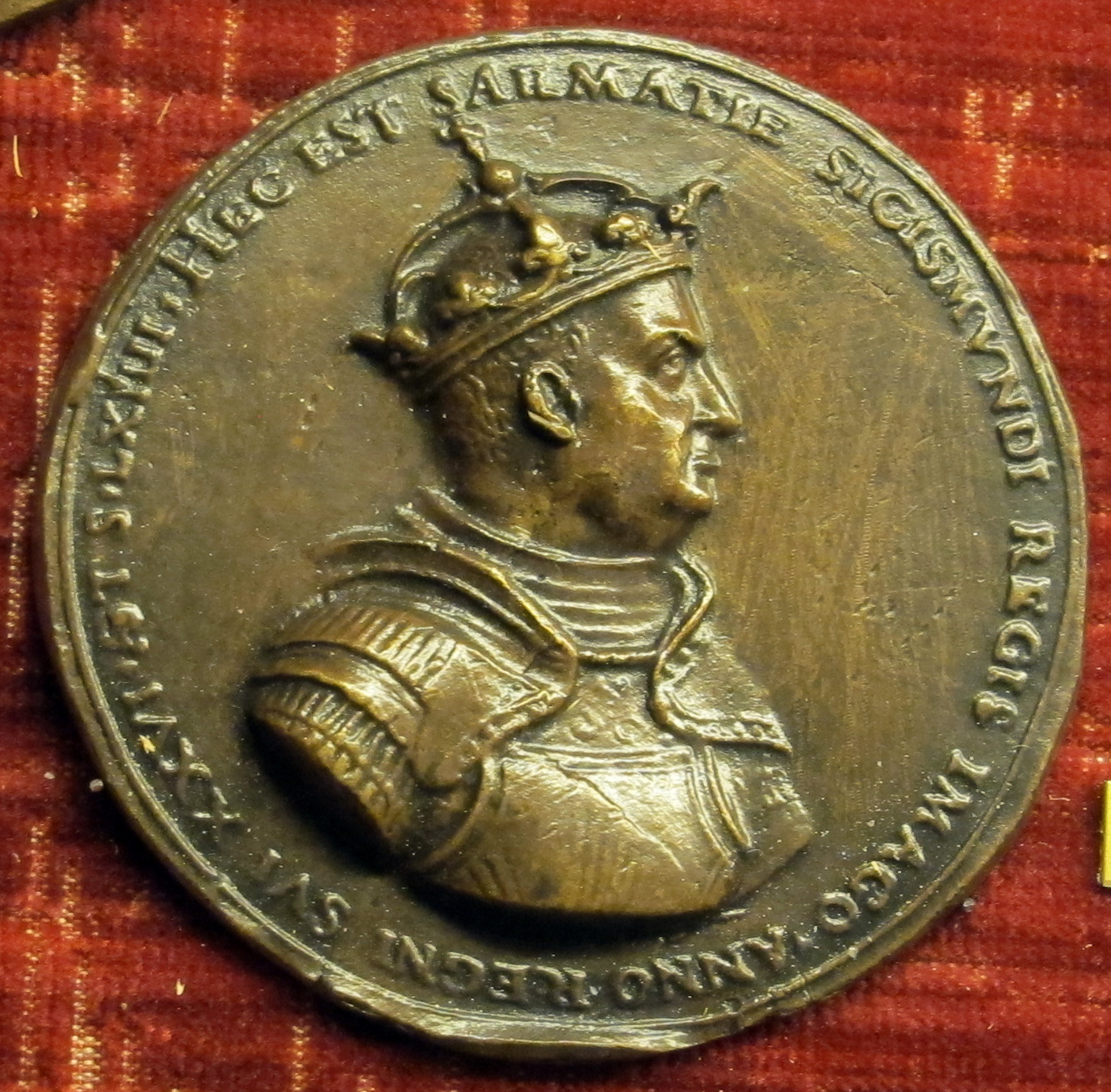
Huân chương khắc họa chân dung kèm các thông tin về tước hiệu của vua Zygmunt I của Ba Lan bởi Giovanni Maria Mosca

Năm 1540, Bernard Pretwicz tiết lộ sự hình thành của một âm mưu của 700 quý tộc do Marcin Zborowski khởi xướng nhằm lật đổ Zygmunt I. Để giải quyết, quốc vương cử con trai mang quân đội ra chuẩn bị đàn áp, đồng thời hứa sẽ ban nhiều đặc quyền hơn cho quý tộc; phân bổ ngân sách cho quốc phòng và trả lương cho các tu sĩ. Không quan tâm đến lời nói của chính quyền, Zborowski thúc quân nổi dậy tấn công và các cơ quan của nhà vua, đâm Pretwicz gây thương tích nặng

### Đạo luật về bầu cử ngôi vua Ba Lan-Lietuva
Do sự vận động của vương hậu người Ý là Bona Sforza, ông đưa con trai duy nhất còn sống là Zygmunt August lên ngôi vua Ba Lan-Lietuva. Đến năm 1530, nhà vua ban hành hai đạo luật về bầu cử, nhấn manh nội dung: ứng viên đã được bầu cử thì không tái cử, bầu cử phải được tự do. Trong trường hợp chưa xác định được tân vương, Nghị viện sẽ phải thỏa hiệp với hội đồng quý tộc để tìm tân vương phù hợp.

### Vấn đề tôn giáo
Năm 1520, nhà vua ra sắc lệnh Torun phản đối đạo Tin lành (Tân giáo Luther). Sắc lệnh cấm nhập khẩu các sách kinh của Luther cho những người có ý định chống lại Công giáo (Tòa thánh), đồng thời phải ổn định trật tự trị an (trước các hoạt động cải cách tôn giáo) và cấm đoán các hoạt động phá hoại tôn giáo và toàn bộ nhà thờ. Một sắc lệnh năm 1523 cũng ghi: những ai mang hoặc truyền bá kinh sách của Luther sẽ bị tịch thu và đốt bỏ, người truyền bá bị bỏ ngục tử hình.
Sắc lệnh của nhà vua làm bùng lên cuộc khởi nghĩa của các tín đồ đạo Tân giáo Luther ở Gdansk và một số vùng thuộc công quốc Phổ. Tháng 4 năm 1526, khởi nghĩa nhanh chóng bị đàn áp, nhiều tín đồ và giáo sĩ Luther bị bắt và tử hình rồi đưa đến Malbork. 14 nhà lãnh đạo của cuộc khởi nghĩa Gdańsk với lãnh đạo Jerzy Wendland đều bị chặt đầu vào ngày 13 tháng 6 năm 1526 tại Długi Targ. Nhà vua tuyên bố đạo luật Statuta Sigismundi, theo đó những người ủng hộ cải cách tôn giáo sẽ phải rời khỏi thành phố trong vòng 14 ngày; hoặc phải theo tôn giáo mới trong vòng 24 giờ. Kết quả đã có 200 người đã rời khỏi thành phố do phá vỡ đám cưới Công giáo.
Năm 1534, quốc vương lại ra sắc lệnh cho phép đạo Tin lành hoạt động trở lại, nhưng cấm các tín đồ học tại các trường đại học phi Công giáo

### Chính sách đối ngoại

#### Chiến tranh Lietuva - Moskva

##### Chiến tranh lần thứ nhất (1507-1508)
Sau khi lên cầm quyền, Zygmunt I tăng cường các hoạt động bành trướng ra bên ngoài. Ở biên giới phía đông, Vương công Vasili III của Nga đe dọa và nhiều lần xâm nhập vào Công quốc Lietuva. Đến ngày 2/2/1507, Quốc hội Lietuva thông qua quyết định tấn công Công quốc Moskva. Ít lâu sau, quân Lietuva tập kết ở Smolensk, Polotsk và Minsk để chuẩn bị đánh Moskva.
Không để cho quân Lietuva chờ lâu, Vương công Vasily III của Nga bất ngờ đem quân tiến đánh tấn công nhưng cuộc tấn công này nhanh chóng bị quân của Zygmunt I chặn đứng ở Berezina. Tháng 8 năm 1507, hetman Stanisław Kiszka tập trung quân ở Druck và liên minh với Khan Mengli I của Krym chuẩn bị tấn công Moskva. Công vương Moskva sau khi đánh tan quân Tatars lại đưa quân tấn công Ba Lan-Lietuva, nhưng không thắng. Đến tháng 9 năm 1507, viên tướng Lietuva bị Moskva bắt giam là Konstanty Ostrogski đã vượt ngục và trở thành tướng chỉ huy của Ba Lan-Lietuva.

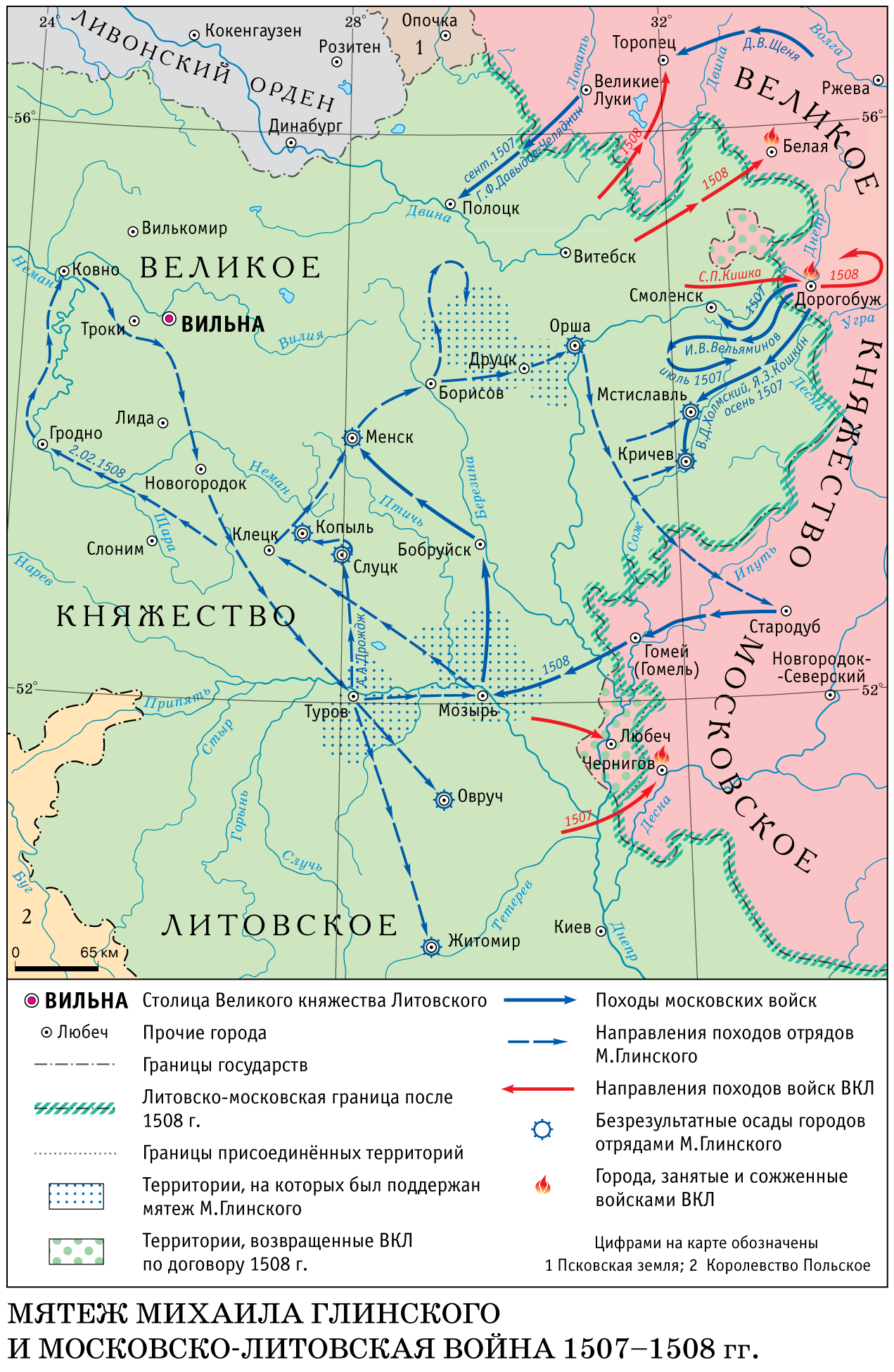
Lược đồ Khởi nghĩa Glinski (1508)

Năm 1508, nhận được tin một cuộc nổi loạn của viên quý tộc Lietuva là Michał Gliński (thân Moskva) chống lại triều đình Zygmunt I, Vasily III lại khởi động chiến dịch với Lietuva. Quân Moskva bao vây Minsk, Orsza và Słuck. Nhưng đến ngày 18 tháng 7 năm 1508, người Nga buộc phải bỏ dở cuộc bao vậy sau khi đạo quân của vua Ba Lan do Ostrogski và Mikolaj Firlej chỉ huy đã đánh tan quân Nga ở trận Orsha. Người Nga bắt đầu xúc tiến đàm phán hòa bình sau khi quân đội Ba Lan-Lietuva tiến sâu vào tận Moskva, chinh phục Dorohobuż, Wiaźma, Toropiec và Bieła, tiếp cận Rżew và Możajsk.
Vào ngày 8 tháng 10 năm 1508, Hiệp ước hòa bình giữa hai nước được ký kết. Nga từ bỏ vùng Lubecz, nhưng giữ lại các vùng đất mà đại vương công tiền nhiệm là Ivan III của Nga chiếm được.

##### Chiến tranh lần thứ hai (1512-1522)
Để phá vỡ liên minh Ba Lan-Lietuva với khan Krym và giành lại những vùng đất bị vào tay đối phương, tháng 11 năm 1512, đại vương công Vasily III lại đem quân tấn công Ba Lan-Lietuva. Quân Moskva do Ivan Repin -Oboleński, Daniel Szczenii và Ivan Czeladnin lãnh đạo đã nhanh chóng tấn công Smolensk, Polotsk, Vitebsk, Boryslav, Orsha, Braslav, Minsk và Druck. Đến mùa hè năm 1513, Michał Gliński bắt đầu cuộc vây hãm Smolensk nhưng bị bị quân của Thống đốc Kiev Jerzy Radziwiłł đánh bại, người Nga tiếp sau đó còn bị mất thêm vùng Siewierszczyzna vào tay Ba Lan-Lietuva.
Vào tháng 9 năm 1513, quân Moskva tiếp tục vây hãm Smolensk lần thứ hai, nhưng lần này cũng bị quân của Konstanty Ostrogski của Lietuva đánh bại nốt.

##### Liên minh Moskva - Đế quốc La Mã thần thánh và Chiến tranh Lietuva - Moskva lần thứ ba

###### Liên minh Moskva - Đế quốc La Mã thần thánh
Ngoài chiến tranh với Moskva, Ba Lan-Lietuva còn bị đe dọa bởi dòng Hiệp sĩ Teuton. Viên quý tộc Albrecht Hohenzollern (thống lĩnh của Teuton và là Công tước đầu tiên của Phổ) dự tính đến việc tấn công Ba Lan-Lietuva sau nhiều năm không tuân phục quốc vương nước này. Ngoài ra, Giáo hoàng Leo X mới lên ngôi dường như ủng hộ Thánh chế La Mã trong tranh chấp Ba Lan-Teutonic. Tất cả điều này ảnh hưởng xấu đến vị trí quốc tế của Ba Lan. Như quốc vương Zygmunt I có nói với Giám mục của Warmian là Fabian Luzinski vào ngày 8 tháng 11 năm 1513: "Ta tin rằng Moskal sẽ "nuốt" chúng ta (tức Ba Lan-Lietuva)"
Vào tháng 2 năm 1514 tại Moskva, một hiệp ước liên minh được ký kết giữa Hoàng đế Maximilian I của Thánh chế La Mã với đại vương công Vasili III của Nga. Theo hiệp ước này, hai vị quân vương đều đồng ý cùng nhau giải quyết Ba Lan - Lietuva. Maximilian hứa sẽ giúp Moskva giành được Kiev, Smolensk và Polotsk.

###### Chiến tranh Lietuva - Moskva lần thứ ba
Đầu năm 1514, Quốc hội Lietuva thông qua ngân sách quốc phòng mới và họ đã tuyển được 8.000 lính đánh thuê dưới sự chỉ huy của Trembowel, Janusz Świerczowski.
Vào tháng 4 năm 1514, quân Muscovite do Michał Gliński dẫn đầu đã bắt đầu một cuộc vây hãm Smolensk nữa. Hai bên chống nhau kịch liệt. Cuộc cùng vì không có viện binh, tướng giữ thành Smolensk đầu hàng và giao thành cho người Nga (tháng 6 năm 1514). Đại vương công Nga tiến vào thành và cho đuổi hết người dân Smolensk vào sâu trong đất Nga, thay thế bằng những người định cư Muscovite.

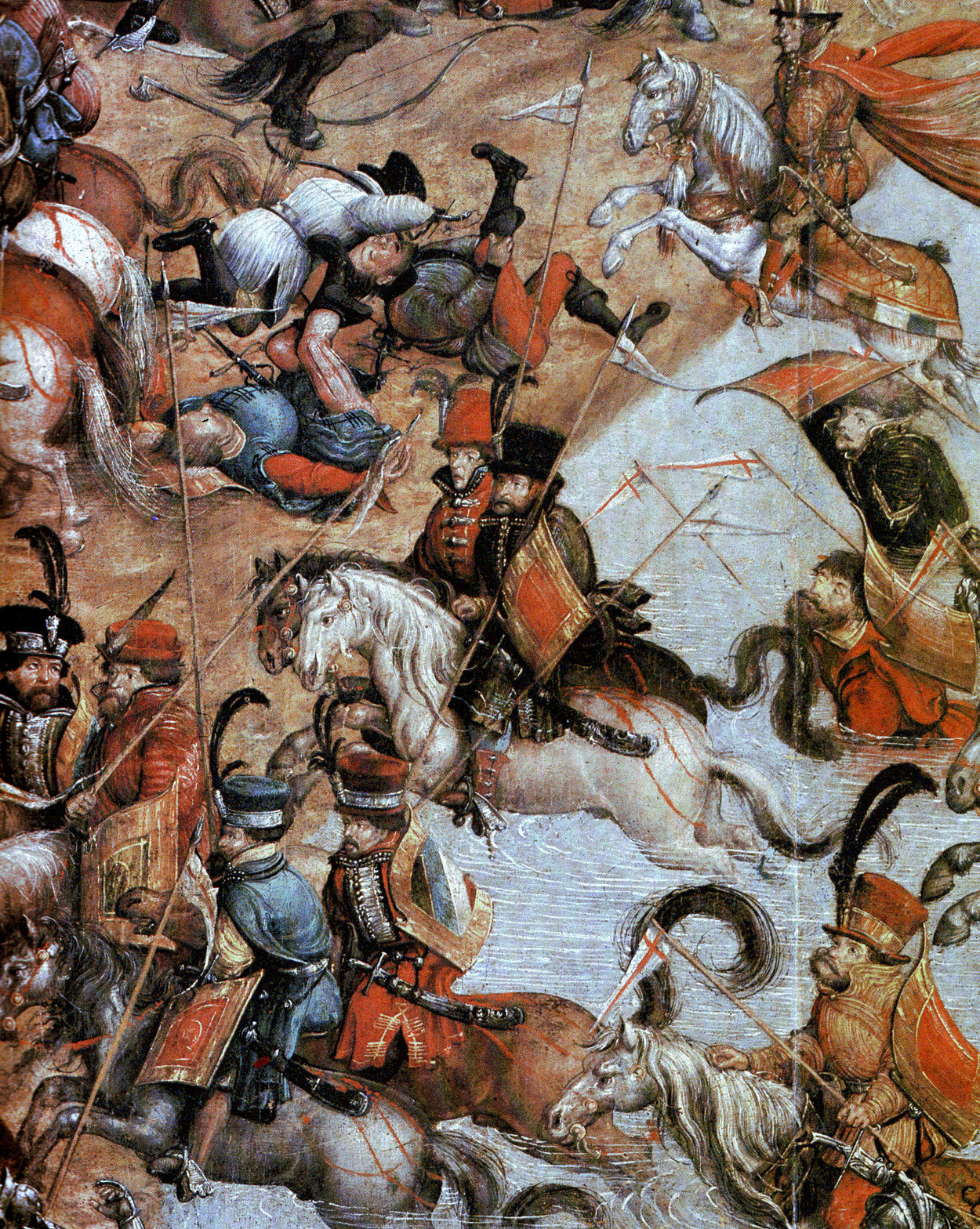
Khinh kỵ binh Ba Lan trong trận Orsha (1514).

Vào tháng 8, quân đội Ba Lan-Lietuva tập trung ở vùng lân cận Minsk và tiến về phía Borysowa. Vua Ba Lan chia quân đội thành hai cánh, cánh thứ hai đánh bại đối phương ở Berezyna vào ngày 27 tháng 8. Đến tháng 9 năm 20.000 kỵ binh và 10.000 bộ binh do Hetman Konstanty Ostrogski chỉ huy đã đánh tan tác quân Nga của Ivan Czeladnin trong trận chiến Orsza rồi tiến đánh Smolensk. Tại Smolensk, giám mục của Smolensk Warsonofiej phát động nhân dân chống Moskva nhưng bị thất bại và nhiều người bị quân Nga giết chết. Thanh thế của quân đội Ba Lan-Lietuva đã buộc quân Nga phải rút khỏi Smoleńszczyzna, Mścisław, Krzyczew và Dubrowna. Chính những người Nga rút lui đã đốt cháy Dorohobuż. Thất bại của Nga trong chiến tranh này đã buộc Hoàng đế Maximilian I từ bỏ liên minh với Nga để quay trở lại liên minh với vua Ba Lan bằng việc ký kết một thỏa thuận tại Đại hội Vienna năm 1515.
Năm 1515, quân đội Ba Lan dưới sự chỉ huy của Janusz Świerczowski đã tổ chức một cuộc tấn công vào sâu trong trạng thái Moskva, tiếp cận cung đình và Toropets. Đồng thời, quân Tatars được nhà vua hỗ trợ đã tiến sâu vào Moskva. Để tránh đụng độ với quân địch, quân Nga rút lui và trên đường rút, họ đốt cháy các thành Vitebsk, Połocka và Mscisławska. Một bộ phận khác của quân Nga lẻn ra đốt phá luôn thủ đô Warszawa cùng nhà thờ của trường đại học St. Jana, nhà thờ Saint. Marcin và vùng ngoại ô với tu viện và nhà thờ Bernardine. Đến tháng 7 năm 1521, quân đội Ba Lan có liên minh với Tatars tiến chiếm thành Moskva. Để tránh kinh đô bị đánh chiếm, Vasily III buộc phải nộp tiền chuộc thành.
Vào ngày 14 tháng 9 năm 1522 tại Moskva, các bên tham gia cuộc xung đột đã ký một thỏa thuận ngừng bắn kéo dài 5 năm theo nguyên tắc uti possidetis. Theo thỏa thuận này, Nga chính thức chiếm giữ Smolensk (khoảng 23.000 km²), nơi sinh sống của 100.000 người; nhưng vua Ba Lan từ chối công nhận đại vuơng công Nga là người cai trị của Smolensk.

##### Chiến tranh Lietuva - Moskva lần thứ tư (1534 - 1537)

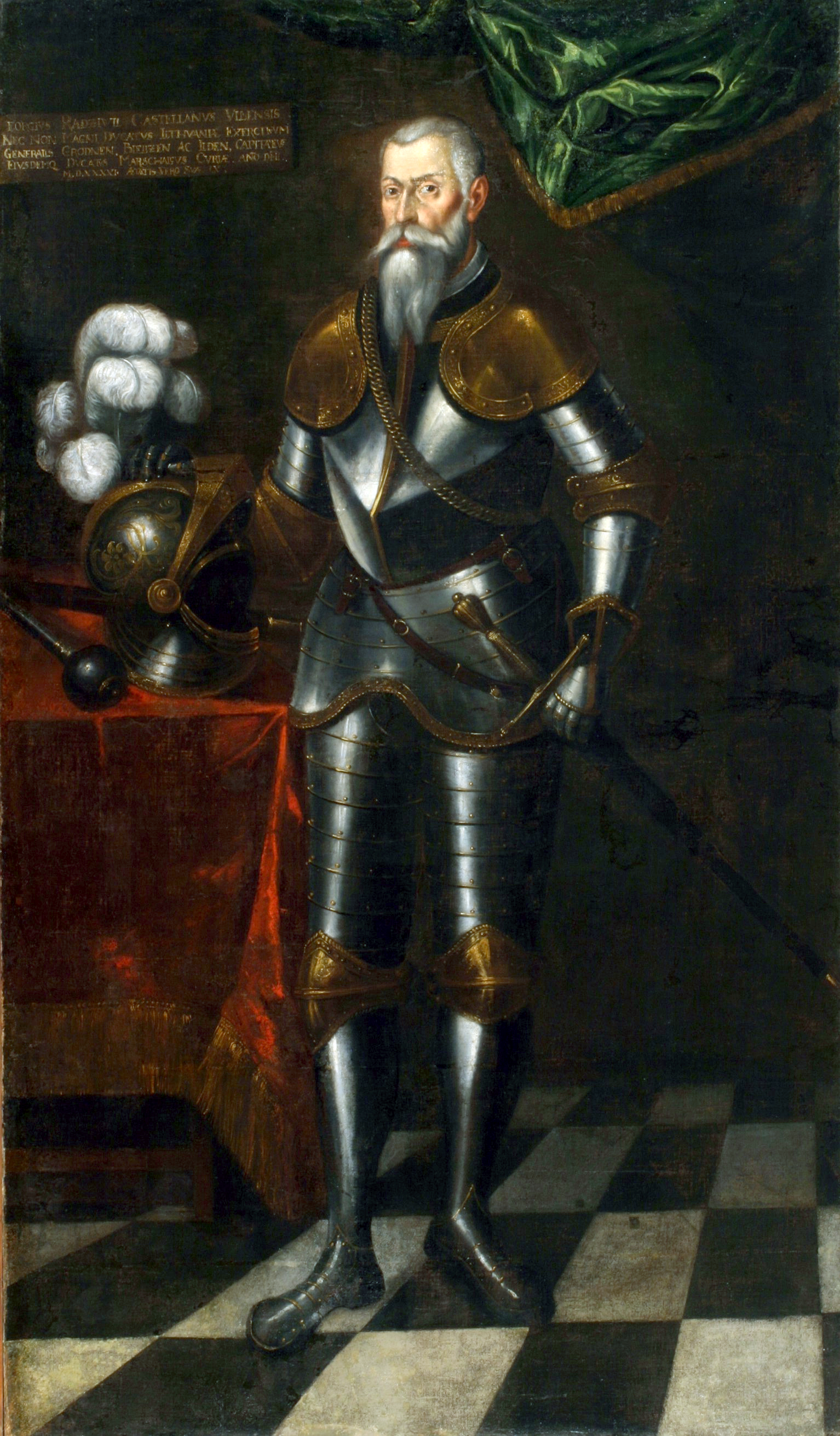
Jerzy Radziwiłł, quý tộc Ba Lan chỉ huy quân Ba Lan trong cuộc càn năm 1534 vào Đại công quốc Moskva.

Lợi dụng đại vương công Nga vừa qua đời và thỏa thuận ngừng bắn đã hết hiệu lực, Zygmunt I khởi động Chiến tranh Lietuva - Moskva lần thứ tư nhằm chiếm lại Smolensk và các vùng đất đã mất vào tay Nga. Năm 1534, quân Nga tập trung lực lượng sẵn sàng ở Smolensk. Trong khi đó, vua Ba Lan-Lietuva huy động quân đội và có quân Tatars, quân của hai viên thống đốc Moskva đầu hàng là Ivan Lacki và Semen Bielski hỗ trợ. Chỉ huy trưởng của quân đội 40.000 người Lietuva là Hetman Jerzy Radziwiłł.
Vào ngày 19 tháng 8, quân đoàn của thống đốc Kiev, Andrzej Niemirowicz và Vasil Czyz đã tấn công Siewierszczyzna. Cùng lúc đó, quân đoàn Ivan Wiśniowiecki và Andrzej Kowerski tiến đến gần Smolensk. Quân của Radziwiłł vẫn ở Mogilev và đóng đại bản doanh ở đây. Quân đội của Niemirowicz bao vây Starodub, Gomel và Novgorod Siewierski không thành công, nhưng ông cũng đánh tan quân Muscovite trong trận Radohoszcz. Khi tiến đánh tiếp tục vào các pháo đài Czernihów và Poczep, quân của Niemirowicz không giành được chiến thắng và đã rút về nhập quân của Wiśniowiecki tại gần Smolensk. Vào ngày 13 tháng 9, người Ba Lan và người Lietuva đánh chiếm Smolensk, nhưng ngay sau đó họ buộc phải rút lui về Mogilev.
Đến tháng 10 năm 1534, nội bộ quân Ba Lan-Lietuva có lục đục nên phải giải tán bớt. Thấy thời cơ đến, quân Nga bất ngờ tấn công Belarus, chiếm được Vitebsk. Vào tháng 11, người Nga tập trung quân đội thêm 150.000 quân mới.
Ngày 3 tháng 2 năm 1535, quân Moskva chia thành ba cánh tấn công Belarus theo hai hướng: từ Smolensk và Opoczka. Bị bao vậy, binh lính Lietuva ra sức cố thủ, bất chấp việc quân Nga cắt đứt mọi viện trợ bên ngoài. Ngay sau đó, Sejm chuẩn y khoản chiến phí quốc phòng để quốc vương mộ được 7.000 lính Ba Lan dưới sự chỉ huy của Jan Tarnowski đã sẵn sàng tấn công quân đối phương. Mặc đù đoán được âm mưu của đối phương, nhưng quân Nga không tài nào chống trả nổi cuộc tấn công ào ạt của quân đội do Jan Tarnowski chỉ huy, phải rút lui khỏi các vị trí Mścisławia, Krzyczewa, Mohylewa, Szkłów, Orsza và Dubrowny.
Không thể tiến sâu hơn vào lãnh thổ của đối phương, quân Nga xây dựng pháo đài riêng của họ Siebaż trong vòng 3 tuần. Không để cho quân Nga có thời giờ để phản công mình, Zygmunt I đem đại quân tấn công pháo đài ở Gomel (16/7/1535), bao vây pháo đài Starodub (30/7/1535). Cuộc tấn công quyết liệt quân Ba Lan-Lietuva ở pháo đài Starodub đã giành thắng lợi, Tarnowski đã ra lệnh chém đầu 1.400 quân Moskva không tuân theo lời kêu gọi đầu hàng.
Tháng 1 năm 1536, người Nga đã xây dựng Zawołocze, pháo đài thứ hai của họ trong lãnh thổ Lietuva. Vào ngày 27 tháng 2, hàng ngàn quân vũ trang của Kiev do Andrzej Niemirowicz và đạo quân Połock do Jan Hlebowicz chỉ huy đã không thể chiếm được Siebież. Tháng 6, quân Nga xây pháo đài Wieś, tiến hành đánh chiếm Vitebsk và Lubecz, nhưng không hạ nổi hai thành phố này.
Vào ngày 18 tháng 2 năm 1537, một hòa ước đình chiến giữa hai bên kéo dài 7 năm được ký kết. Theo hòa ước, Lietuva chiếm đóng Sieba và Zawołocze; Nga chiếm đóng Gomel

#### Vấn đề thành phố Gdańsk và các cuộc chiến tranh mở rộng ra bên ngoài

##### Vấn đề thành phố Gdańsk
Quan hệ giữa chính quyền Gdańsk với Khối thịnh vượng chung đã trở thành một vấn đề nan giải với quốc vương Zygmunt I. Trong nửa sau thế kỷ XV, thành phố trở nên giàu có và đạt đến sự thịnh vượng, trở thành một trong những yếu tố quan trọng góp phần cho sự hưng thịnh của Khối thịnh vượng chung. Gdańsk trở thành trung gian duy nhất của thương mại hàng hải Ba Lan, nhưng hoạt động buôn bán, quyền tự trị của thành phố không phát triển do mâu thuẫn không ngớt giữa nhà vua với quý tộc.
Các cư dân của Gdańsk miễn cưỡng cố gắng thực hiện chính sách hàng hải độc lập của vua Ba Lan, dẫn đến sự ủng hộ cho Elbląg, thành phố đang cạnh tranh với Gdańsk. Do không đủ tài chính để xây dựng hạm đội hải quân, nhà vua nghe lời khuyện của Jan Dantyszek, người biết các vấn đề hàng hải, quyết định tạo ra một hạm đội với hệ thống các tàu chiến do tư nhân chỉ huy việc đóng và xuất cảng các tàu này. Tàu chiến hoàng gia đầu tiên dưới sự chỉ huy của Gdańsker Adrian Flint  bắt đầu hoạt động trên vùng biển Vịnh Phần Lan vào năm 1517. Ngay sau đó, hạm đội Ba Lan đã tăng lên đến một tá tàu, và Flint có lẽ là chỉ huy của nó. Khu vực hoạt động của nó là vùng biển phía đông của Biển Baltic.
Năm 1519, các tàu chiến của Ba Lan cùng thành phố Królewiec chạm trán với tàu chiến của Hiệp sĩ Teuton có liên minh với Hà Lan và Đan Mạch, thành phố Gdansk. Sợ rằng sẽ có cuộc chiến tranh lớn, một thỏa thuận ngừng bắn được ký kết vào năm 1521. Xong vụ Gdansk, quốc vương Ba Lan quay sang đánh tan quân của đại vương công Vasili III của Nga, chiếm một số lớn các thuyền buôn Moskva. Vào ngày 14 tháng 9 năm 1522, thỏa thuận ngừng bắn Ba Lan-Matxcơva đã kết thúc, và ngay sau đó Zygmunt I giải tán hạm đội hải quân của vương quốc mình. Các tàu Gdańsk được tập trung để tham gia vào cuộc chiến tranh Hanza khắc nghiệt với Đan Mạch.
Đội tàu hải quân Ba Lan sau đó được tổ chức lại theo hướng tinh gọn để chuẩn bị cho cuộc đối đầu với Moskva sắp tới. Nhà vua đã phải vay một khoảng tiền lớn của Gdansk mà cho đến cuối đời, vẫn không trả nợ hết. Sự suy yếu quyền lực của trung ương tạo điều kiện cho thành phố Gdańsk hoạt động độc lập hơn. Hội đồng thành phố đứng đầu là một viên chức tên là"Rybicki"hoạch định chính sách liên quan đến hàng hải, điều này cho phép thành phố (dưới sự giúp đỡ của công quốc Phổ) được sở hữu toàn quyền vùng vịnh biển lớn trước mặt thành phố đến năm 1546

##### Các cuộc chiến tranh và sáp nhập lãnh thổ

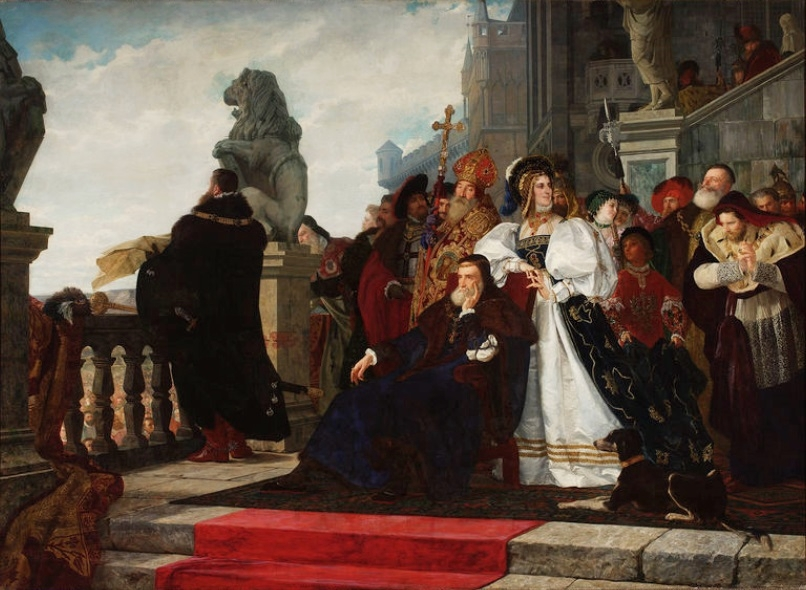
Cuộc chiến gà năm 1537 được khắc họa bởi Henryk Rodakowski

Năm 1537, nhà vua tiến hành chiến tranh kokosza (còn gọi là cuộc viễn chinh Lwow) tiến đánh Wallachia để làm hài lòng giới quý tộc vốn không chấp nhận sự lạm quyền của Nghị viện với chính quyền trung ương. Mặc khác, quý tộc Ba Lan cũng không hài lòng với việc nhà vua nghe lời hoàng hậu Bona đã đưa con trai Zygmunt August lên làm Thái tử kế vị trong tương lai. Cuộc chiến nhanh chóng kết thúc khi đội quân của nhà vua bị một đàn gà lớn vây quanh đến nỗi phải rút lui - gọi là"chiến tranh gà"
Năm 1521, Zygmunt ký hiệp ước hòa bình với cháu trai là Công tước Phổ Albrecht (thống lĩnh của dòng Hiệp sĩ Teuton và Công tước Phổ đã đưa toàn bộ đất nước sang Tin lành vào năm 1525. Năm 1529, Zygmunt I sáp nhập công quốc Mazovia (nay là tỉnh Warszawa) vào lãnh thổ Ba Lan. Năm 1531 và 1535, quân đội Ba Lan-Lietuva dưới sự chỉ huy của tướng Tarnowski đã đánh bại các lực lượng xâm lược của quân Moldavia tại Obertyn năm 1531 và Muscovy năm 1535, qua đó bảo vệ biên giới phía đông của Ba Lan.

## Zygmunt I và sự phát triển của nghệ thuật Ba Lan

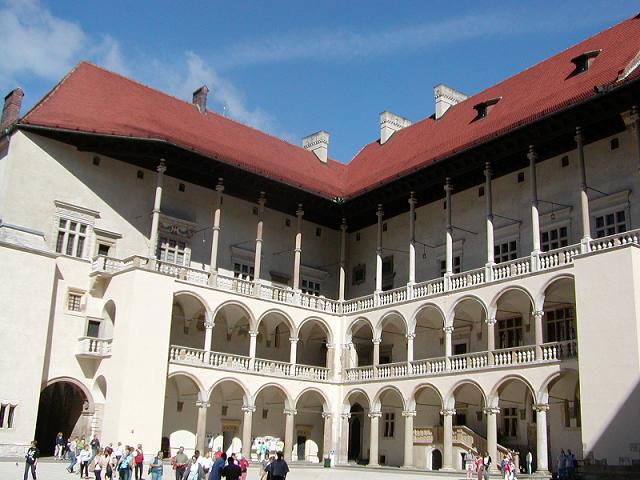
Một góc lâu đài Wawel, Ba Lan. Lâu đài này được tái xây dựng một phần dưới thời Zygmunt I và chịu nhiều ảnh hưởng của kiến trúc châu Âu đương thời.

Chịu ảnh hưởng của hoàng hậu Bona, Zygmunt đã đưa nhiều nghệ sĩ Ý sang Ba Lan, qua đó văn hóa nghệ thuật Ba Lan phát triển rất mạnh mẽ. Zygmunt I cho xây dựng lại bia mộ của anh trai quá cố Jan I Olbracht trong nhà nguyện ở nhà thờ Wawel. Lâu đài Wawel bắt đầu xây dựng theo kiểu châu Âu, nhà nguyện Zygmunt ở lâu đài này được coi như "viên ngọc của vùng Tuscan thời Phục hưng phía bắc dãy Alps". Năm 1540, ông cũng tài trợ cho Rorantist Band - một nhóm nhạc nam hoạt động trong nhà thờ Wawel trong nhiều năm sau khi ông qua đời.

## Qua đời
Zygmunt I băng hà năm 1548 và để lại nhiều con. Con trai duy nhất còn sống là Zygmunt II của Ba Lan lên kế vị